# Histoire d'Angoulême

Les armes de la ville d'Angoulême se blasonnent ainsi :
D'azur à la porte de ville flanquée de deux tours crénelée d'argent, maçonnée de sable, surmontée d'une fleur de lis d'or, couronnée d'une couronne royale fermée du même.
Devise (XIVe siècle) :
Fortitudo mea civium fides (« ce qui fait ma force, c’est la fidélité de mes citoyens »).
Historique :
La ville d'Angoulême possède des armoiries depuis le XIVe siècle, au moins. Elles ont été modifiées à plusieurs reprises pour prendre leur forme actuelle au XVIe siècle, au XIXe siècle a été rajoutée la couronne.

L'histoire d'Angoulême établit, étudie et interprète l'ensemble des événements, anciens ou plus récents, liés à cette ville française.
Capitale de l'Angoumois sous l'Ancien Régime, Angoulême a longtemps été une place forte convoitée, en raison de sa position de carrefour de voies de communication importantes, et a subi de nombreux sièges.

## Préhistoire

### Paléolithique supérieur: un site occupé depuis14 000 ans
Des fouilles archéologiques menées en 2018 près de la gare d'Angoulême (Îlot Renaudin) montrent que le site de la ville était occupé depuis le Paléolithique supérieur. La découverte de plus de 200 000 artefacts préhistoriques dévoile la richesse de cette présence, qui s'étale sur près de 4 000 ans. Cependant l'histoire ancienne de la ville est mal connue jusqu'à la période romaine comprise, du fait de petit nombre de fouilles jusqu'à présent.

### Néolithique: les silex taillés du plateau de Beaulieu
S'il est démontré que le site exceptionnel du promontoire dominant le confluent de la Charente et de l'Anguienne a attiré les hommes depuis très longtemps, les plus anciennes traces d'occupation humaine retrouvées sur la pointe du plateau à Beaulieu sont des silex du Néolithique, sans que l'on puisse en préciser davantage la période.

## Protohistoire

### L'oppidum gaulois
À Angoulême, des fouilles de sauvetage de la fin des années 1980 et des années 1990 (îlot Chabrefy, palais de justice, îlot du Chapeau-Rouge notamment) ont cependant permis de mettre en évidence des occupations bien datées remontant pour les plus anciennes à l'âge du bronze ancien (fin du IIIe millénaire av. J.-C. et première moitié du IIe millénaire av. J.-C.) auxquelles succèdent des restes de toutes les époques jusqu'à la période gallo-romaine. Ainsi le promontoire calcaire qui domine la Charente de 80 mètres et l'Anguienne de 60 mètres, archétype des sites d'oppidum gaulois, a effectivement été occupé par ces derniers, et cela sans discontinuité depuis le VIe siècle av. J.-C. Les fortifications protohistoriques de l'oppidum demeurent inconnues, mais A.F. Lièvre rapporte que vers 1545, le maire Hélie Dexmier fit détruire au Champ de Saint-Marsault (Saint-Martial), actuel Champ de Mars, une « motte » dont ont évacua « plus de mille charretées de pierres et pierrails », et observant que cette motte se trouvait « juste au point où (le plateau) subit un étranglement et n'a pas plus de deux cents pas de large », il suppose qu'il pouvait s'agir de fortifications antiques de l'éperon. José Gomez de Soto et Jean-François Buisson considèrent comme probable l'hypothèse qu'il s'agissait du rempart de l'oppidum gaulois.
Ceci fait d'Angoulême un des sites les plus anciennement urbanisés de France, à un titre comparable à Bourges ou Besançon.
Bien que le territoire de l'oppidum sera dans un premier temps rattaché à une civitas voisine après la conquête romaine, sans que l'on sache d'ailleurs exactement laquelle (le rattachement aux Santons n'est qu'une hypothèse, l'alternative pétrocore étant tout autant probable, sans parler des Lémovices), ce n'était probablement pas le cas à l'époque de l'Indépendance : J.-F. Buisson et J. Gomez de Soto expliquent que le territoire d'Iculisma était occupé par un peuple spécifique, indépendant ou au moins autonome, mais probablement client d'un des peuples voisins plus importants, soit les Pétrocores, soit les Lémovices ou même peut-être encore les Pictons, mais vraisemblablement pas les Santons (arguments basés sur la monnaie de type pétrocore ou lémovice). On ne connaît pas le nom de ce peuple qui reste jusqu'à présent anonyme. Il ne s'agirait en tout cas pas des Agésinates, comme on l'a longtemps cru jusqu'au XXe siècle à la suite d'une lecture peut-être erronée de Pline.

## Antiquité

### Lacivitasgallo-romaine

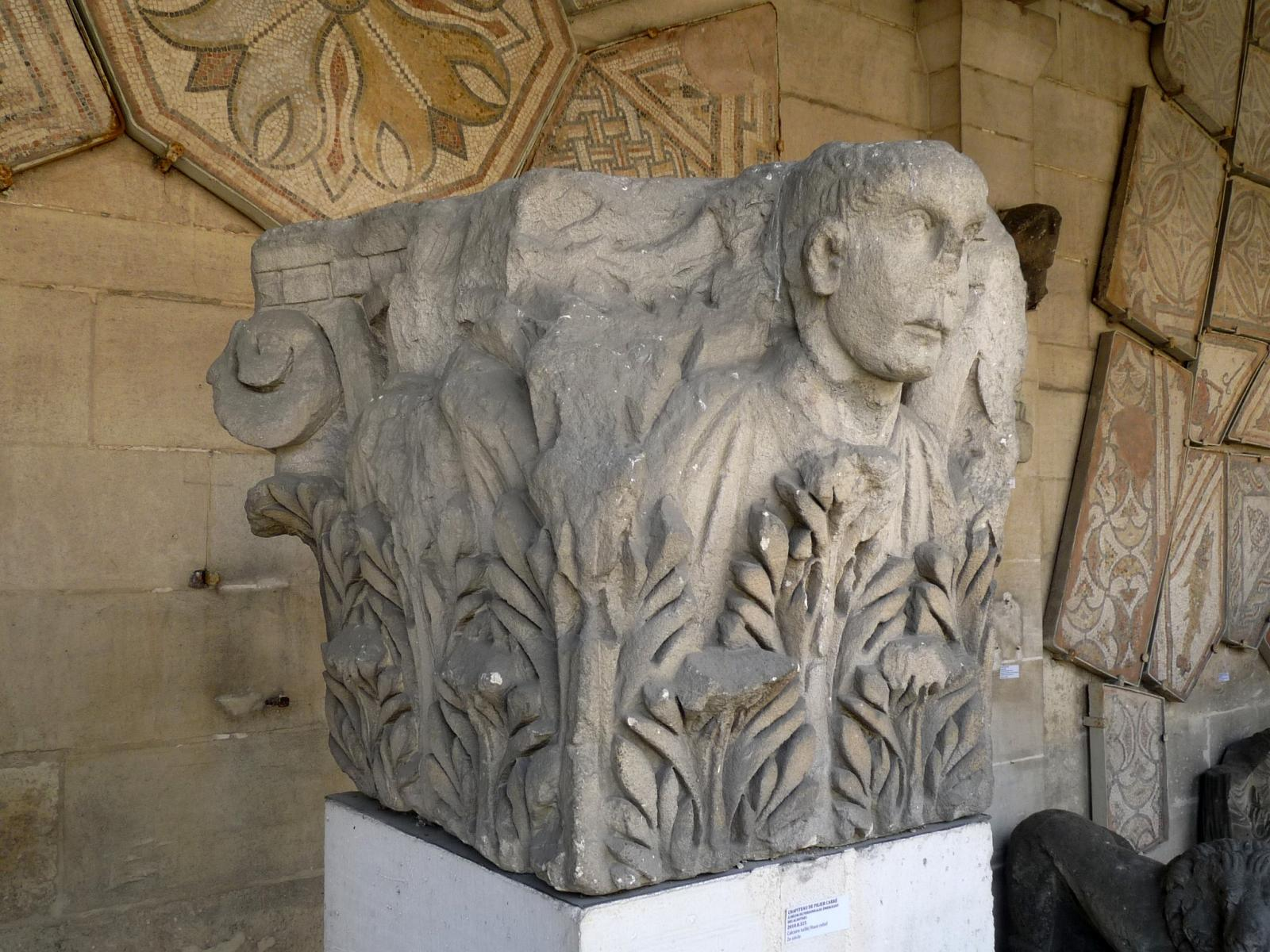
Chapiteau du IIe siècle, découvert en 1888 rue des Halles.

Avec la conquête romaine, la ville nommée Iculisma et son territoire sont d'abord rattachés à une civitas voisine, peut-être celle des Pétrocores (Vesunna) (ce qui correspondrait à une hypothèse de continuité par rapport aux influences culturelles préhistoriques et protohistoriques) ou à celle des Santons (peut-être pour conforter Mediolanum Santonum (Saintes) comme première capitale de l'Aquitaine d'Auguste et en compensation de l'installation des Bituriges Vivisques sur le territoire des Santons, au sud de la Gironde).
La ville du Haut-Empire est restée longtemps très mal connue. Aucun monument romain n'a été retrouvé, mais les fouilles récentes ont apporté la preuve d'une occupation romaine dès la période augustéenne, et des détails sur l'alimentation en eau de la ville romaine. La fouille d'un puits daté du début de l'ère montre que la nappe phréatique était très proche. Un vaste ensemble thermal a été trouvé sous le palais de justice, ce qui est habituellement en relation avec une amenée d'eau par un aqueduc. Mais on ne connaît pas l'organisation de la voirie, même si la rue de Beaulieu et la rue des Postes font de bons candidats pour le decumanus et le cardo, respectivement.
La ville n'était alors pas sur les grands axes routiers : la via Agrippa (Saintes-Lyon) passait à une quinzaine de kilomètres au nord tandis que les axes nord-sud Poitiers-Saintes et Limoges-Périgueux passaient encore plus loin. Dans l'attestation écrite la plus ancienne, Ausone décrit ainsi Iculisma comme un lieu « écarté et solitaire ». Elle bénéficie cependant de la Pax Romana et commerce par le fleuve avec la capitale de la province romaine d'Aquitaine qu'est alors Saintes.
Angoulême connaît une période prospère à la fin de l’Empire romain, alors qu'elle est érigée en capitale de civitas (fin IIIe ou IVe siècle) sur un territoire correspondant à celui de l'époque de l'indépendance gauloise et rattaché à la province romaine de l'Aquitaine seconde. Le rempart du Bas-Empire qui entourait 27 hectares a été entretenu jusqu'au XIIIe siècle. Le déplacement de la capitale régionale de Saintes à Bordeaux, dès le IIIe siècle au moins, amène aussi une réorganisation du réseau de voies romaines en faveur d'Angoulême (axes Bordeaux-Limoges-Lyon passant par Angoulême, de même que l'axe nord-sud Poitiers-Bordeaux).

### Christianisation d'Angoulême au Bas-Empire
C'est au IVe siècle que la région fut christianisée,  Ausone d'Angoulême aurait été, selon la tradition catholique, le premier évêque d'Angoulême. Les premiers évêques s'entourèrent de leur presbyterium, collège de prêtres, diacres et clercs qui avait pour mission d'évangéliser la population de la cité d'Angoulême, le diocèse d'Angoulême se confondant, dans les premiers temps, avec le territoire peu étendu de la Civitas Engolismensis, qui devint progressivement le territoire de l’Angoumois. 
Une première église fut construite, sur le site de la cathédrale actuelle.

## Haut Moyen Âge
À partir de la fin de l'Empire romain, et pendant tout le Moyen Âge, la position stratégique de la ville, sur son promontoire contrôlant l'entrée du Sud-Ouest, ainsi que sa situation frontière entre France du nord et France du sud (première ville importante au sud du seuil du Poitou ; la limite entre les langue d'oïl et langue d'oc recula après le XVe siècle à une dizaine de kilomètres à l'est d'Angoulême), en firent un enjeu constamment disputé entre les royaumes en cours de constitution. Ceci aboutit au XIVe siècle à son rattachement à la couronne de France, l'Angoumois devenant l'apanage d'une branche des Valois, les Valois-Angoulême.
L’importance administrative de la ville se renforce par l’implantation d’un comte au VIe siècle. Le comté d'Angoulême reste systématiquement rattaché pendant tout le Moyen Âge aux différents royaumes puis duchés aquitains et à leurs vicissitudes. Ainsi, la fin de l’Antiquité pour la ville peut être symboliquement située en 769, quand Charlemagne, après Pépin le Bref en 768, soumet depuis Angoulême où il avait rassemblé son armée le prince d'Aquitaine Hunald qui s'était révolté, et amarre l'Aquitaine au royaume franc.

### Période wisigothique (Vesiècle)
Lors des grandes invasions, la région souffre, comme une bonne partie de la Gaule, du passage des Vandales qui ravagent Angoulême en 407. L’Aquitaine est pacifiée par les Wisigoths, arrivés de Provence et d'Italie en 412-413. La région passe sous leur domination et leur est officiellement concédée par fœdus en 418. Les cinquante premières années se passent sans heurt, les Wisigoths, relativement peu nombreux, respectant le traité et se conduisant en soldat de l'Empire romain. Mais avec l'avènement d'Euric en 466, les Wisigoths, adeptes de la version arianiste du christianisme, lancent des persécutions contre les catholiques et en particulier contre le clergé. Ils détruisent la première cathédrale d'Angoulême et la remplacent par un édifice du culte arien dédié à saint Saturnin, tandis que le siège de l’évêché est laissé vacant par Euric en 472.

### Période mérovingienne (VIesiècle-VIIIesiècle)

#### Prise d'Angoulême par Clovis

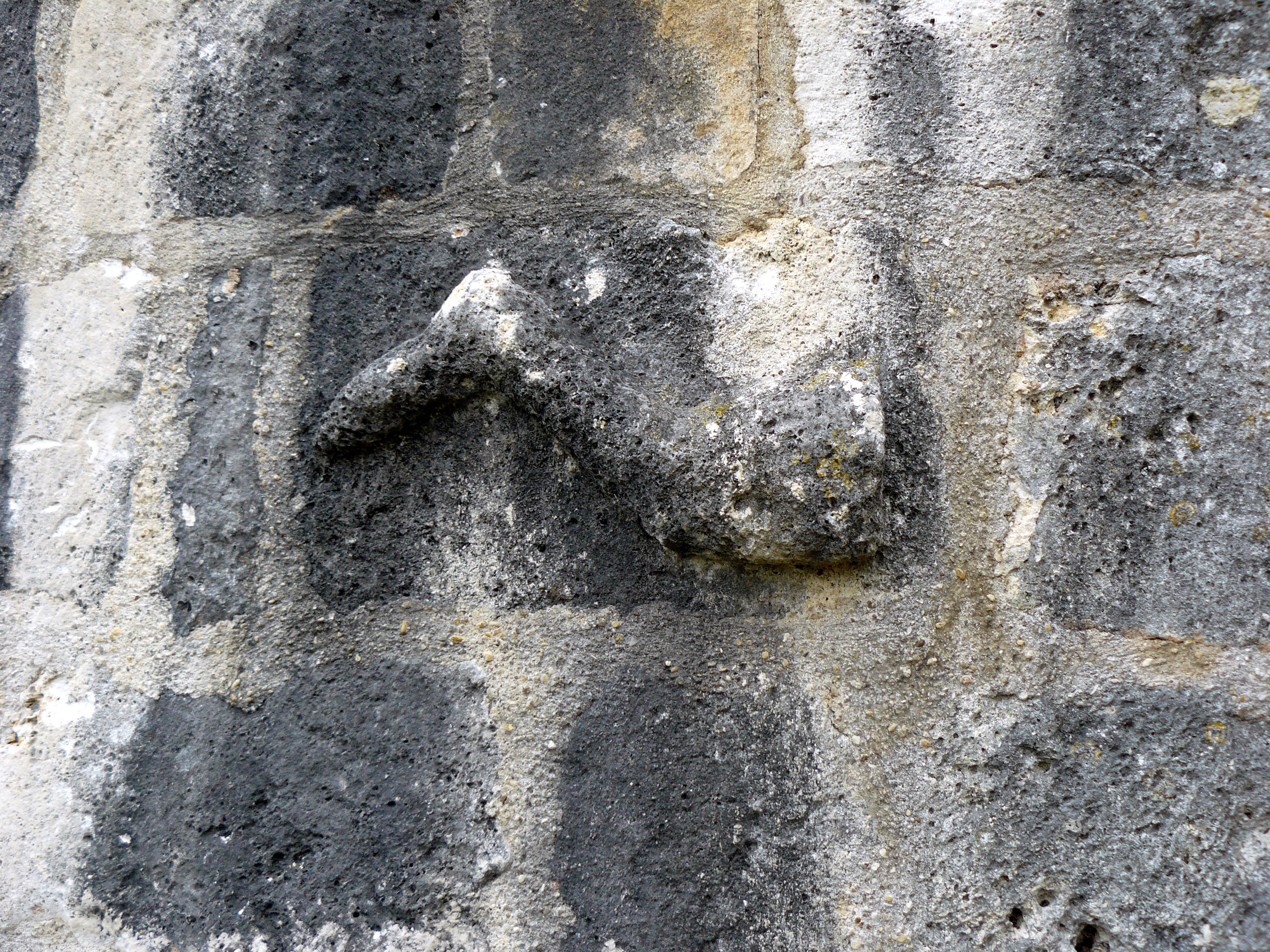
Angoulême, tour Clovis, la jambe de Clovis.

La ville tenue par les Wisigoths est assiégée une première fois par Clovis en 507, juste après sa victoire décisive sur les Wisigoths lors de la bataille de Vouillé. Mais Clovis ne s'attarde pas devant Angoulême, trop difficile à prendre, et se dirige vers Bordeaux et Toulouse, alors capitale du royaume des Wisigoths. C'est au retour de Toulouse qu'il prend Angoulême en 508, miraculeusement selon Grégoire de Tours et Adémar de Chabannes : sur les conseils de son chapelain, Clovis fit porter en procession sous les remparts de la ville des reliques attribuées à Jésus-Christ en croix. Les murailles de la ville, telles celles de Jéricho, se seraient alors écroulées devant lui, au voisinage de la porte Saint-Vincent, et des pierres du rempart l'auraient blessé à une jambe. En mémoire de cette prise miraculeuse, une jambe sculptée, dite « jambe de Clovis », figure sur une tour de la 2e enceinte datant du XIIe siècle, à proximité de l'endroit où est situé l'événement.
Après avoir fait passer la garnison au fil de l'épée, Clovis nomma son chapelain Aptone nouvel évêque de la ville, et plaça un comte franc. Clovis fit abattre l'ancienne cathédrale wisigothe consacrée à saint Saturnin. Lupicin, qui succéda à Aptone à sa mort en 511 et qui resta 30 ans sur le siège épiscopal, en fit rebâtir une nouvelle, consacrée à saint Pierre. Seuls subsistent de cet édifice primitif deux chapiteaux sculptés en marbre qui encadrent la baie d'axe dans l'abside de l'actuelle cathédrale. Aptone II succéda à Lupicin,. 

#### Saint Cybard

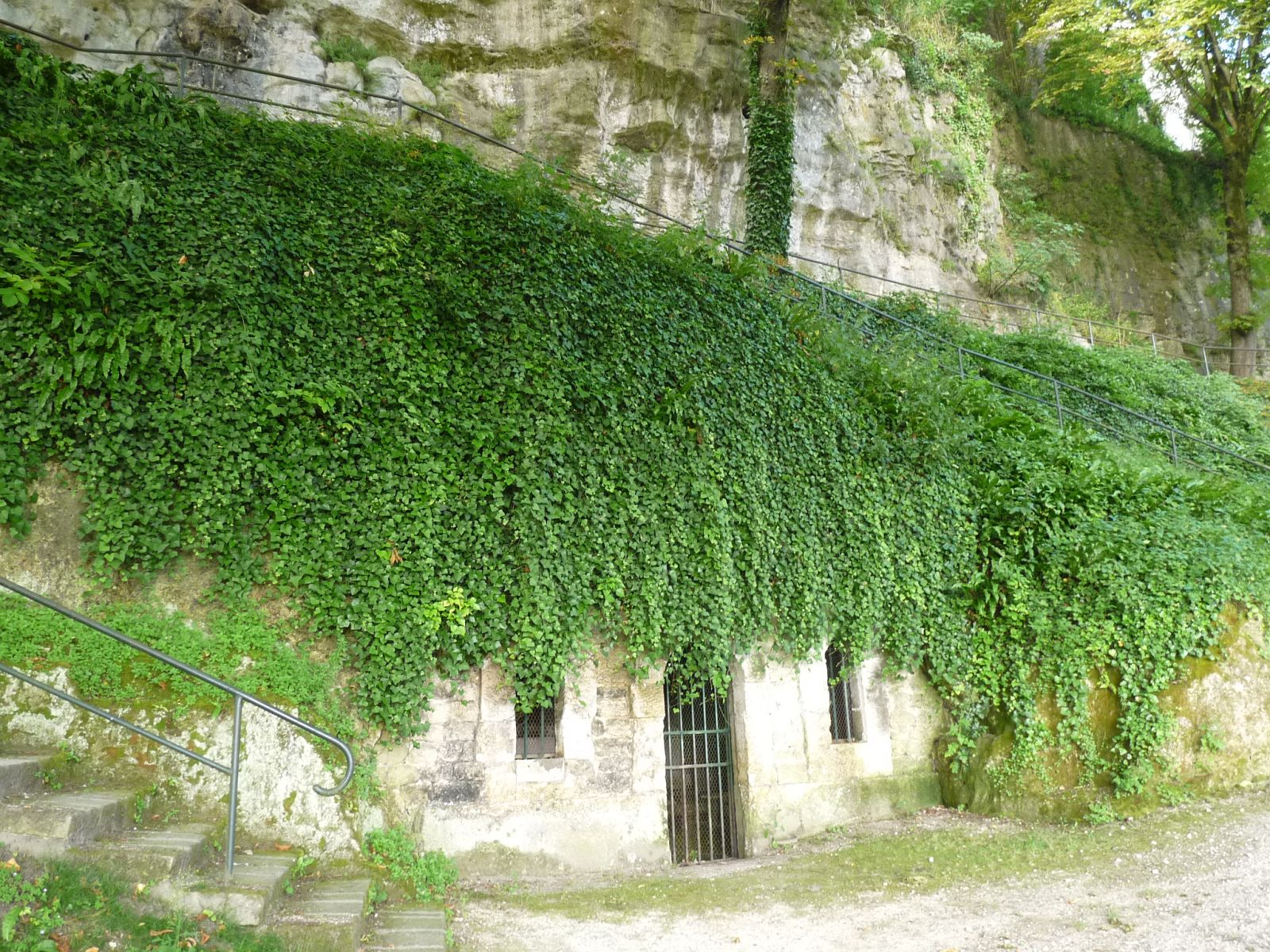
Grotte de saint Cybard à Angoulême.

Au VIe siècle, saint Cybard (également connu sous le nom d'Eparchius, déformé en Séparque, puis Cybard) est resté à vivre en reclus, dans une grotte située sous le rempart nord d'Angoulême, en prolongement du Jardin vert, où il soignait les pauvres et accomplissait des miracles,. Ceci entraîne à sa mort la création de la première abbaye, l’abbaye Saint-Cybard, alors que la création de la première abbaye de femmes, l’abbaye Saint-Ausone, se fait plus tard au Xe siècle, sur la tombe du premier évêque de la ville. Saint Cybard est le patron du diocèse d'Angoulême.

#### Angoulême ravagée par les Arabes
Au début du VIIIe siècle, la fin de la période mérovingienne correspond à une époque troublée pour l'Aquitaine, entre les volontés d'indépendance des princes d'Aquitaine qui provoquent des conflits avec les rois mérovingiens, et les raids des Arabes. Ainsi en 732, Eudes d'Aquitaine, qui s'est fait reconnaître roi d'Aquitaine, doit-il appeler à l'aide Charles Martel, avec qui il est en conflit, pour arrêter les Arabes qu'il n'a pu contenir et qui ravagent Saintes et Angoulême en se dirigeant vers le lieu de la bataille de Poitiers.

### Période carolingienne (VIIIesiècle-Xesiècle)

#### Charlemagne à Angoulême
Comme indiqué ci-dessus, le règne de Charlemagne s'ouvre avec la révolte de l'Aquitaine en 769. Celle-ci fait partie des territoires qui lui sont dévolus, et son frère Carloman refusa de l'aider. Charlemagne, après avoir réuni une forte armée à Angoulême, régla le problème sans son aide. Les Aquitains ne posèrent plus de difficulté pendant le reste du règne de Charlemagne. Les troubles reprirent cependant après sa mort, avec les querelles de succession entre ses descendants sur lesquelles jouèrent les velléités d'indépendance des seigneurs aquitains comme Émenon, comte de Poitiers, et son frère Turpion, comte d'Angoulême.

#### Les premiers comtes d'Angoulême
Ce dernier est le plus ancien comte connu d'Angoulême, de 839 à 863 et semble appartenir à l'importante famille carolingienne des Guilhelmides. Malgré l'attitude de son frère Émenon, qui soutient ouvertement les révoltes de Pépin Ier d'Aquitaine contre l'empereur Louis le Pieux, il est nommé par ce même empereur comme comte d'Angoulême en 839. Lorsqu'Émenon est déposé par Louis le Pieux, c'est à Angoulême auprès de Turpion qu'il se réfugia. En 844, Turpion combat aux côtés de son cousin Guillaume de Septimanie, comte de Toulouse, sous les ordres de Pépin II d'Aquitaine contre Charles le Chauve. Le 14 juin 844, ils écrasent l'armée de ce dernier à proximité d'Angoulême.

#### Angoulême subit des raids vikings
Mais à partir du milieu du IXe siècle et pendant plus d'un siècle, Angoulême subit les raids et les pillages des Vikings qui remontent plusieurs fois la Charente et contre lesquels les comtes d'Angoulême vont s'illustrer. 
En 848, Angoulême est pillée par le chef viking Hasting. En 863, Saintes et Angoulême sont à nouveau pillées, mais le 4 octobre 863, Turpion défie en combat singulier le chef viking Maurus près de Saintes et les deux chefs s'entretuèrent.
En 896 ou (plus probablement) 930 la ville subit une nouvelle attaque des envahisseurs normands. Mais cette fois ils se heurtent à une résistance efficace. Guillaume Ier, troisième comte d'Angoulême, à la tête de ses troupes, leur livre un combat décisif. Au cours de cet engagement, il aurait fendu à mi-corps, d'un magistral coup de taille le chef normand Stonius, ainsi que son casque et sa cuirasse.
C'est cet exploit qui lui aurait valu le nom de Taillefer, que portent tous ses descendants jusqu'à Isabelle d'Angoulême, dite également Isabelle Taillefer, épouse de Jean sans Terre.

## Moyen Âge classique

### Construction de la cathédrale Saint-Pierre
Du Xe siècle au XIIIe siècle, les comtes d'Angoulême, les Taillefer puis les Lusignan, renforcèrent les défenses de la ville et les agrandirent en englobant le quartier Saint-Martial.
Vers 1014-1020, Angoulême est secouée par un séisme important.
En 1110, l'évêque Girard II ordonna la construction de la cathédrale actuelle.

### La charte de commune
Le 18 mai 1204 une charte est signée par Jean sans Terre, roi d'Angleterre pour rendre officielle la création de la commune d'Angoulême. Le roi « concède aux habitants d'Angoulême de garder les libertés et justes coutumes de leur cité et de défendre leurs possessions et leurs droits ». La ville célébra cet anniversaire toute l'année 2004.
En 1308 à la mort de Guy de Lusignan, le comté d'Angoulême revient à la couronne de France.
Cette charte de commune fut restituée en 1372 par le roi Charles V en reconnaissance de l'aide de la population pour libérer la ville des Anglais qui l'occupaient depuis 1360 (Traité de Brétigny)

## Bas Moyen Âge

### Angoulême pendant la guerre de Cent Ans
La domination anglaise pendant la guerre de Cent Ans s'effectua, en 1360, avec le traité de Brétigny, la ville, comme tout l'Angoumois passe aux mains des Anglais. Du 16 au 22 octobre 1361, John Chandos, lieutenant du roi Édouard III d'Angleterre et connétable d'Aquitaine, chargé d'appliquer le traité en particulier en Angoumois, prend possession de la ville, de ses châteaux, du « mostier » (monastère) Saint-Pierre. Il reçoit les serments de fidélité au roi d'Angleterre des principales personnalités de la ville.

### La maison de Valois-Angoulême
Le comté d'Angoulême est donné à Louis d'Orléans frère du roi Charles VI en 1394 puis transmis à son fils Jean d'Orléans (1400-1467) grand-père de Marguerite d'Angoulême et de François Ier. Le Bon comte Jean d'Angoulême agrandit magnifiquement le château comtal lors de son retour de captivité anglaise au milieu du XVe siècle.
Angoulême, siège d'un comté, l’Angoumois, parvient avec lui à une branche de la famille de Valois dont est issu François Ier, roi de France de 1515 à 1547, né à Cognac en 1494. En 1524, le navigateur italien Giovanni da Verrazzano revient des Indes. Il annonce à François Ier avoir découvert un nouveau territoire qu'il a nommé Nouvelle Angoulême en son honneur. Ce territoire devient par la suite la Nouvelle-Amsterdam, puis New York.

## L’époque moderne

### Angoulême entre révolte et guerres de religion

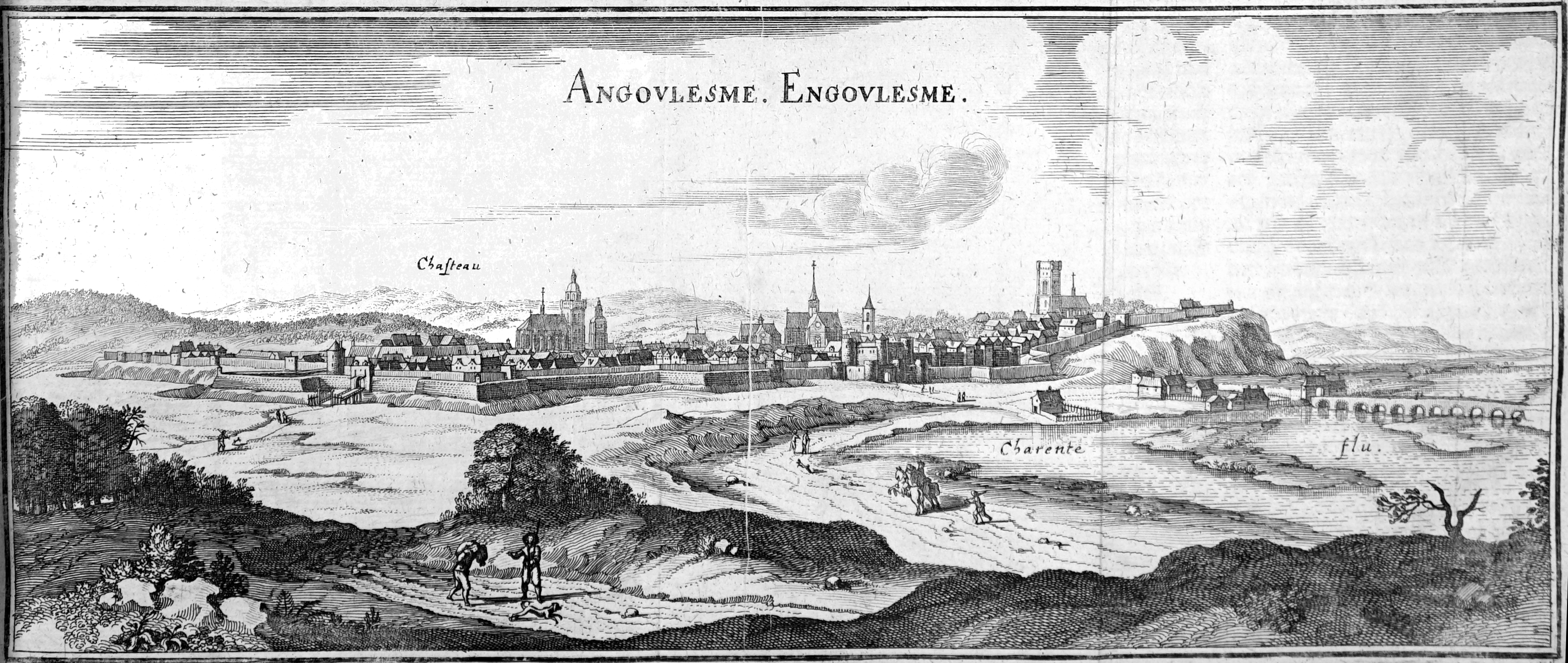
La ville sur une gravure de 1656, Topographia Galliæ de Martin Zeiller.

Jean Calvin, promoteur du protestantisme et ami de Louis du Tillet, archidiacre d'Angoulême, obligé de fuir Paris en 1533, se réfugie à Angoulême et dans les grottes de Rochecorail à Trois-Palis. Il y rédige une partie de l'Institution de la religion chrétienne qui est publiée en latin, pour la première fois, à Bâle en 1536.
Angoulême est touchée par la révolte des pitauds : en 1541, la gabelle est imposée à la Saintonge et à l’Angoumois. Ces provinces ne payaient cet impôt sur le sel. La révolte éclate autour d’Angoulême, et les paysans des campagnes environnantes prennent la ville en juillet 1548.
Lors de la première guerres de Religion, la ville prend les armes : elle est reconquise en 1563 par Montpensier. En 1565, Charles IX passe dans la ville lors de son tour de France royal (1564-1566), accompagné de la cour. En octobre 1568, la ville est prise par les protestants.
Henri III fut dans sa petite enfance duc d'Angoulême. Il en a laissé une description peu flatteuse « Les rues d'Engolesme sont tortes, les maisons sans ordre, les murailles bâties de diverses sortes de maçonneries qui montrent qu'elle a été faite en plusieurs fois et souvent prise et ruinée »
En 1588, le maire d'Angoulême François Normand, seigneur de Puygrelier, reçoit l'ordre d’Henri III d'arrêter le duc d’Épernon, gouverneur d'Angoumois. Il mène l'assaut qui est repoussé et il meurt le 10 août 1588.

### Angoulême, refuge de Marie de Médicis
En 1619, Marie de Médicis en fuite y est reçue par le duc d’Épernon, gouverneur de l'Angoumois. Ensuite le château ne fut que la résidence des gouverneurs. 
Le traité d'Angoulême fut négocié par les conseillers du roi, Charles d'Albert, à Richelieu, protégé de la reine mère, et aboutit, le 30 avril 1619, à la réconciliation de Marie de Médicis avec son fils le roi Louis XIII, à Angers.

### Déclin de la ville au XVIIIe siècle
La révocation de l'édit de Nantes qui autorisait l'exercice de la religion protestante, plongea Angoulême dans le marasme économique à partir de 1685. La ville ne connut pas de grands travaux d'urbanisme hormis la transformation du parc du château en place publique et le comblement des fossés en 1769. La vie intellectuelle ne se caractérisa pas par son dynamisme : le collège qui comptait 275 élèves, en 1763 avant l'expulsion des jésuites du royaume de France, en 1763, n'en comptait plus que 48, en 1777. Une loge maçonnique fut créée à Angoulême par le physicien Charles-Augustin Coulomb et l'architecte Vallin de La Mothe.  
Turgot, intendant de la généralité de Limoges (dont dépendait Angoulême) de 1761 à 1774, entreprit d'améliorer la route vers l'Espagne qui passait par la ville et fit construire des écluses sur la Charente pour redynamiser l'économie locale dont l'industrie papetière et la fonderie de canons constituaient le fleuron.

## La Révolution française à Angoulême

### Election des députés aux états généraux
Angoulême a connu comme une grande partie du pays un déficit public considérable depuis la guerre d'Amérique, ainsi que de mauvaises récoltes successives, notamment lors de la sécheresse de 1785, et des inondations en 1786. 
Les sénéchaussées d'Angoulême et de Cognac élisent leurs représentants aux états généraux en vue de ces derniers fixés le 5 mai 1789, avec un total de huit représentants des trois ordres. Angoulême comparé à de nombreuses provinces, est marqué par des revendications modérées, avec dans ses cahiers de doléances un profond respect et attachement pour le Roi, où les habitants de l'Houmeau-Pontouvre se disent : « pénétrés des sentiments les plus respectueux pour le sage prince qui les gouverne », ce qui n'empêche la volonté d'une monarchie garantissant les libertés individuelles et un nouveau découpage administratif (volonté de la noblesse angoumoise) ainsi qu'un impôt unique en fonction des facultés contributives des citoyens.

### Grande Peur et soulèvements paysans en Angoumois

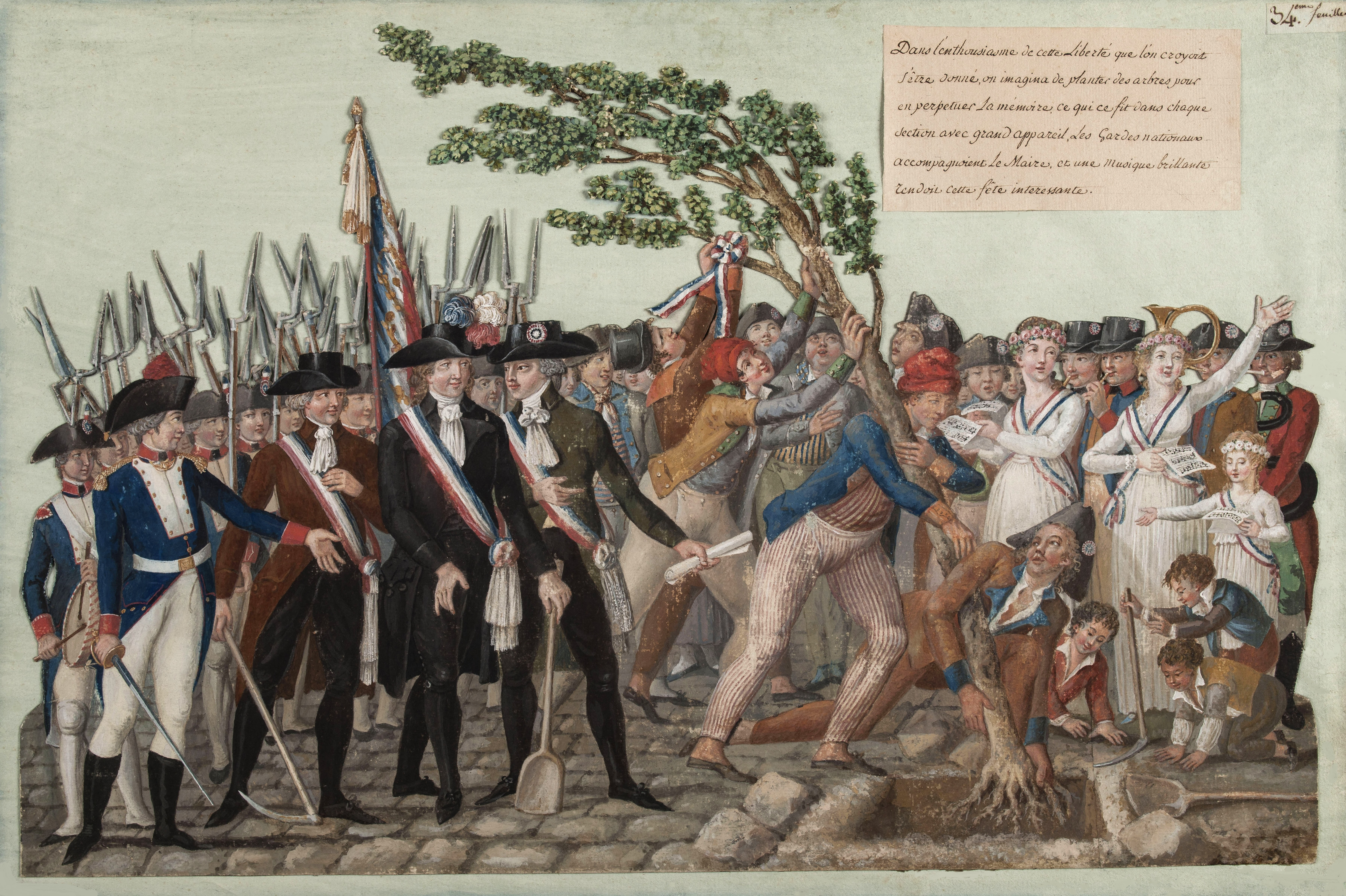
Le premier arbre de la liberté est planté à Angoulême le 5 juillet 1792.

Après les événements de Paris notamment la prise de la Bastille cause un enthousiasme patriotique et une atmosphère de fête qui se propage dans tout l'Angoumois. On observe à Angoulême et un peu partout dans la région un début de création de milices citoyennes ou Garde nationale où M. de Bellegarde en est le commandant à Angoulême. 
La Grande Peur touche Angoulême et la région avec la propagation de fausses informations d'attaques de la ville, qui engendrent des alarmes inutiles. Ce chaos national prend fin dans la nuit du 4 août 1789 quand le système féodal est aboli en France.
Des jacqueries éclatent dans différents cantons : Aubeterre, Blanzac, Montmoreau, Chalais, du fait que les droits des seigneurs qui n'étaient pas réellement et concrètement abolis, ces révoltes furent étouffés par l'envoi de Garde nationale locale. Le premier arbre de la liberté est planté le 5 juillet 1792 à Angoulême.

### Angoulême, chef-lieu du département de la Charente
Les départements, tel celui de la Charente furent créés pour rompre avec les anciennes provinces et leurs privilèges et unifier administrativement le pays. La constitution du département de la Charente ne se fit pas sans difficultés du fait des rivalités locales qui se donnèrent libre cours lors de la réunion des députés. Finalement, un maximum de paroisses furent rassemblées, les marquisats, châtellenies et les duchés furent démembrés au profit d'une division du nouveau territoire en six districts. Angoulême devenait chef-lieu du département et cessait de ce fait de dépendre de Limoges.

### Les Angoumoisins et les levées en masse
La Convention nationale demanda au département la levée de 3 000 soldats pour les guerres de la Révolution française qui se limita à 1 148 hommes, une grande majorité étaient Angoumoisins. Ils constituèrent deux bataillons et participèrent à plusieurs conflits (guerre de Vendée, bataille de Jemappes, expédition de Saint-Domingue…) en 1795 on ne compta plus que 75 hommes. D'autres levées eurent lieu et on estime d'ailleurs à 45 000 le nombre de Charentais ayant pris les armes entre 1791 et 1793.
Angoulême fait cependant face à une forte disette due à des réquisitions pour les armées de la République (chemises, plomb, chevaux, armes, nourriture…) et la cité connaît sa plus grande période de misère. La Guerre de Vendée ne touche que brièvement Angoulême qui envoie pour l'effort de guerre 36 canonniers, une pièce d'artillerie, 26 cavaliers et 90 hommes d'infanterie. La fonderie de Ruelle joua un rôle important pour sa production de canons.

### Angoulême devient Montagne-Charente
Des « Fêtes de la Raison » sont organisés dans la cathédrale Saint-Pierre d'Angoulême le 10 frimaire an II du fait de la « déchristianisation » amorcée par le nouveau gouvernement révolutionnaire, qui renomme la ville Montagne-Charente.

## XIXe siècle, industrialisation et arrivée du chemin de fer à Angoulême

### La fonderie de Ruelle
A Ruelle-sur-Touvre fut créé, par le marquis de Montalembert, en 1753, une fonderie pour couler des canons de la marine royale. Elle se développa tout au long du XIXe siècle jusqu'à employer plus de 6 000 ouvriers au cours de la Première Guerre mondiale. L'usine est aujourd'hui intégrée au groupe industriel Naval Group.

### L'industrie papetière
Entre 1835 et 1842, vingt-deux machines à papier furent installées dans les moulins réaménagés pour la production industrielle et en 1842, il ne restait plus que cinq moulins artisanaux alors qu'il y avait environ 25 papeteries dont les plus importantes furent les papeteries Laroche-Joubert à Angoulême, L. Desbordes à Soyaux, Demignot et Hébert.
C'est Edmond Laroche-Joubert de La Couronne, commune voisine d'Angoulême qui fut le premier en Charente à appliquer le procédé de glaçage, qui permet l'utilisation de la plume d'acier. Enveloppes, cartes de visite, papier à lettres, cahiers devinrent une spécialité angoumoisine, avec en particulier le vélin d'Angoulême.
Le papier à cigarettes fut fabriqué à Angoulême en 1863 par Léonide Lacroix, à La Couronne en 1880 par Lucien Lacroix et en 1918 par Joseph Bardou-Le Nil, à Angoulême.
L'arrivée du chemin de fer en Charente, facilita l'exportation et l'arrivée des matières premières.

### Angoulême carrefour ferroviaire
Angoulême est située sur la ligne de chemin de fer de Paris-Austerlitz à Bordeaux-Saint-Jean par Les Aubrais-Orléans, Saint-Pierre-des-Corps et Poitiers.
Les travaux de construction de la plateforme de la section d'Angoulême à Libourne furent achevés dès 1849 mais il fallut attendre l'achèvement de la section de Libourne à Bordeaux pour la mise en service de la ligne, le 20 septembre 1852. Il fallut pour implanter la gare d'Angoulême au plus près des activités économiques, percer un tunnel de 779 mètres sous l'éperon rocheux sur lequel la ville a été construite.
Les travaux de la section de Poitiers à Angoulême ne débutèrent qu'en 1850, cette section ouvrit le 18 juillet 1853.
la ligne Angoulême-Saintes fut ouverte en 1867 et la Angoulême-Limoges, en 1875.
Entre 1883 et 1892, Lazare Weiller y développe une usine de transformation des dérivés du cuivre, qui deviendra les Tréfileries et laminoirs du Havre.
Le réseau du Tramway d'Angoulême desservait la ville de 1900 à 1935.

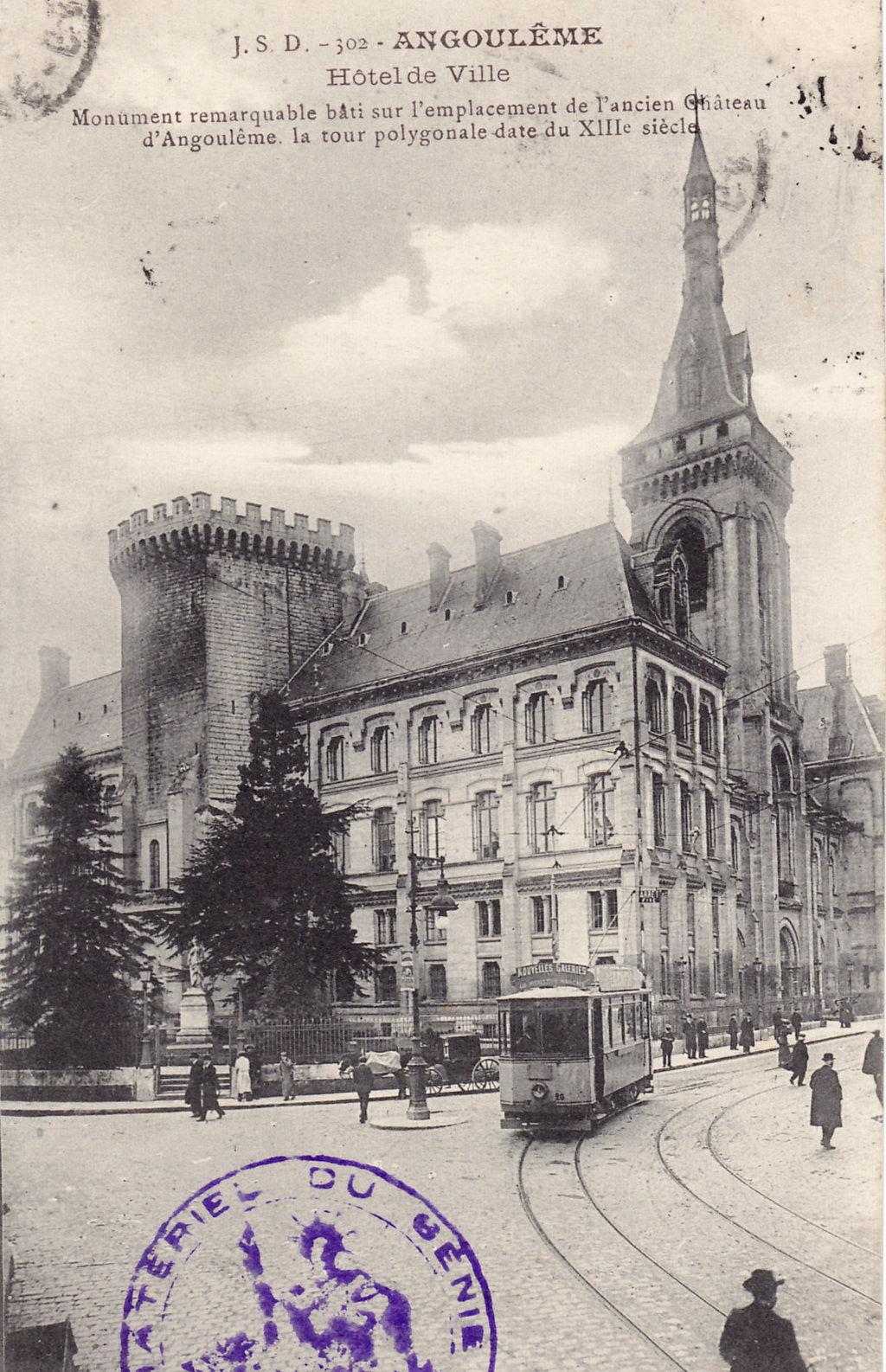
L'hôtel de ville, construit à l'emplacement de l'ancien château, photographié au début du XXe siècle.
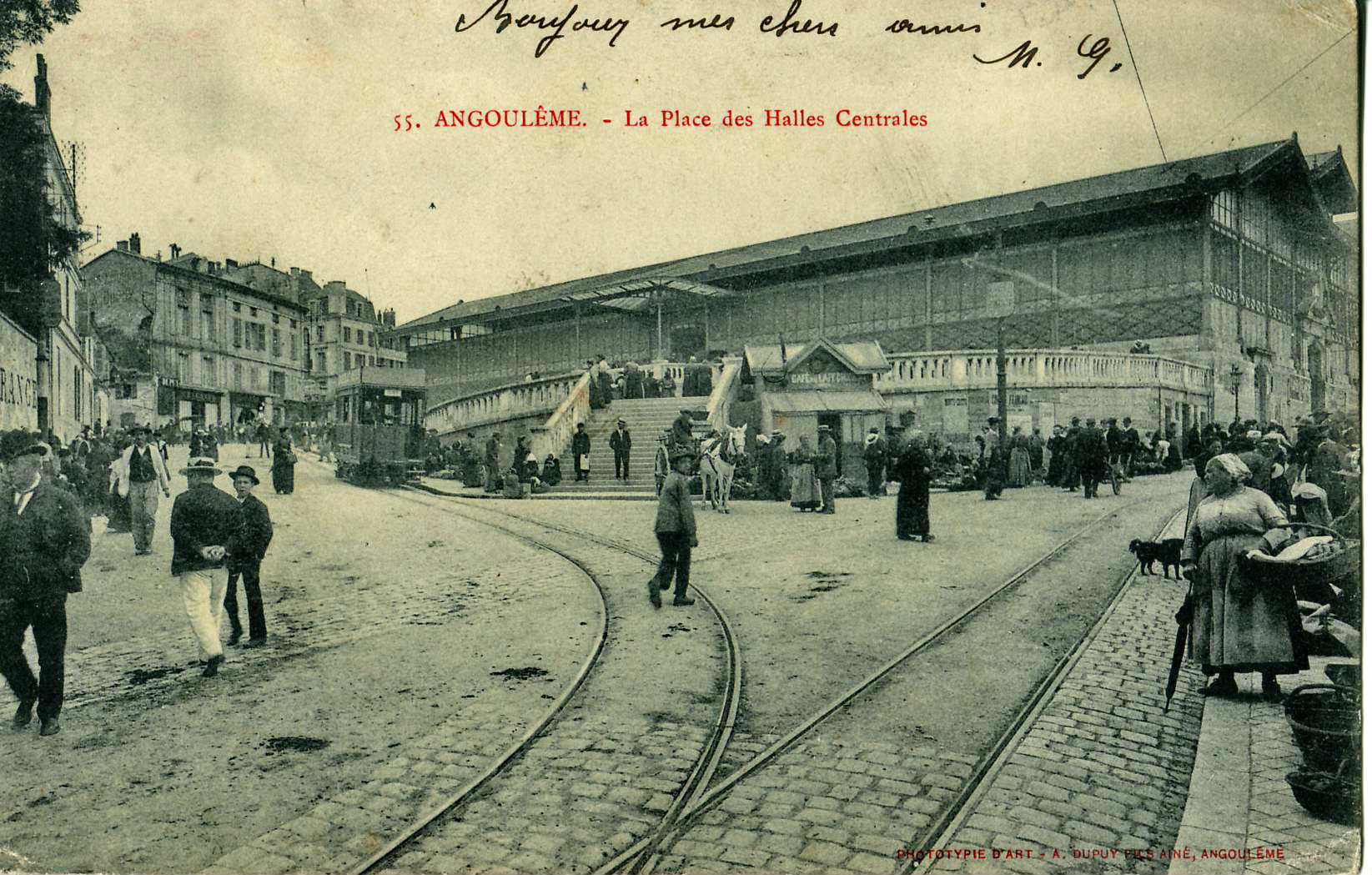
Rame du tramway d'Angoulême, place des Halles centrales, avant la Première Guerre mondiale.

## Première Guerre mondiale
L'ordre de mobilisation générale produit un effroi à Angoulême le samedi 1er août 1914, puis se mêle à un enthousiasme collectif patriotique. La spéculation s'installe peu à peu dans la ville avec une hausse effroyable des prix qui doublent ou triplent, des réquisitions et à plusieurs moments des pénuries.

### Angoulême et l'économie de guerre
Comme tout le reste du pays, à Angoulême la société doit se réorganiser pour participer à l'effort de guerre. Les femmes et les vieillards se mettent à travailler dans l'agriculture, mais c'est bien durant la Première Guerre mondiale qu'Angoulême connait sa plus grande industrialisation. En effet, celle-ci est dû à une intense activité en raison du fort développement d'usines liées à la guerre.
Les usines des alentours d'Angoulême sont transformés en usines de guerre et tournent à plein régime (papeteries, fabriques de feutre, tréfileries…) grâce à la main-d'œuvre féminine. La Fonderie de Ruelle compte alors jusqu'à 10 000 salariés. Angoulême atteint d'ailleurs durant cette période 100 000 habitants.
Les Angoumoisins répondent aux appels de mobilisations d'épargne en échangeant leur or contre des bons et des titres. 

### Les pacifistes angoumoisins
Quelques manifestations pacifistes motivés par des idéaux socialistes et par la révolution russe de février 1917, apparaissent et sont dirigés par le couple Mayoux, instituteurs à Dignac. Ils furent jugés pour « défaitisme » et révoqués.
C'est vers midi le lundi 11 novembre 1918 que les Angoumoisins accueillent avec allégresse l'armistice de 1918.

### Les victimes de la guerre
13 000 Charentais périrent durant la guerre. Une bataille marqua les esprits, au début de la guerre, en Picardie, à Moislains (Somme), le 28 août 1914, surpris par une attaque de l'armée allemande, les soldats des 307e et 308e régiments d'infanterie, composés de soldats français originaires pour la plupart du département de la Charente, chargèrent à la baïonnette et furent fauchés par les mitrailleuses allemandes. 485 Charentais moururent en moins de 4 heures.
Le monument aux morts d'Angoulême a été érigé sur la place Beaulieu.

## L'entre-deux-guerres, Angoulême poursuit son industrialisation
En 1919, Marcellin Leroy, jeune artisan originaire du nord de la France, s'installa en Charente et y créa une entreprise de fabrication de moteurs électriques puis en 1947 dans la fabrication des alternateurs, l'entreprise se développa et devint la firme Leroy-Somer.
En 1928, à La Couronne (commune voisine d'Angoulême), fut créée une usine de fabrication de ciment faisant partie aujourd'hui du groupe Lafarge.

## Seconde Guerre mondiale

### Angoulême occupée par les Allemands
Le 24 juin 1940, la 2e division Verfügungstruppe (troupe spéciale d'intervention) Das Reich, appuyée par d'autres unités de la Wehrmacht, fait son entrée à Angoulême. Ces troupes neutralisent et font prisonniers les nombreux soldats français réfugiés dans la ville. On estime leur nombre entre 10 et 20 000. Ils sont libérés dans les jours suivants.
La division Das Reich, qui se rend tragiquement célèbre en 1944 au cours de la bataille de Normandie, continue sa « guerre éclair » en rejoignant au plus vite la frontière espagnole pour définir rapidement la ligne de démarcation qui va couper la France en deux. Angoulême se trouve en zone occupée, sous autorité allemande et siège d'une Feld Kommandantur. La frontière avec la zone libre, familièrement appelée zone nono (non occupée) passe à environ 20 kilomètres à l'est d'Angoulême, dans la forêt de la Braconne, scindant le département en deux.

### Déportation des républicains espagnols
Le 20 août 1940 part d'Angoulême un convoi de républicains espagnols : le convoi des 927. C’est le premier convoi de l'histoire de la déportation en Europe[réf. incomplète]. Les hommes de plus de 13 ans sont dirigés vers le camp de Mauthausen où très peu survécurent, les femmes et les enfants sont rendus à Franco. Ces réfugiés avaient été rassemblés dans les camps de « la Combe aux Loups » à Ruelle-sur-Touvre et des « Alliers » à Angoulême. Ce dernier servit également de camp de concentration pour les nomades jusqu'en juin 1946.

### Premiers actes de résistance
Le 21 octobre 1941 le jeune Gontran Labrégère, qui avait tenté, avec son ami Jean Pierre Rivière d'incendier en gare d'Angoulême un train de paille et de munitions est fusillé par les occupants. C'est le premier d'une longue liste de 98 résistants ou otages originaires de Charente. En 1942, le maire Guillon est destitué, accusé d'appartenir à une organisation déclarée hors la loi par le régime de Vichy. Il sera remplacé par un notable, l'industriel Pallas.

### Rafle et déportation des Juifs

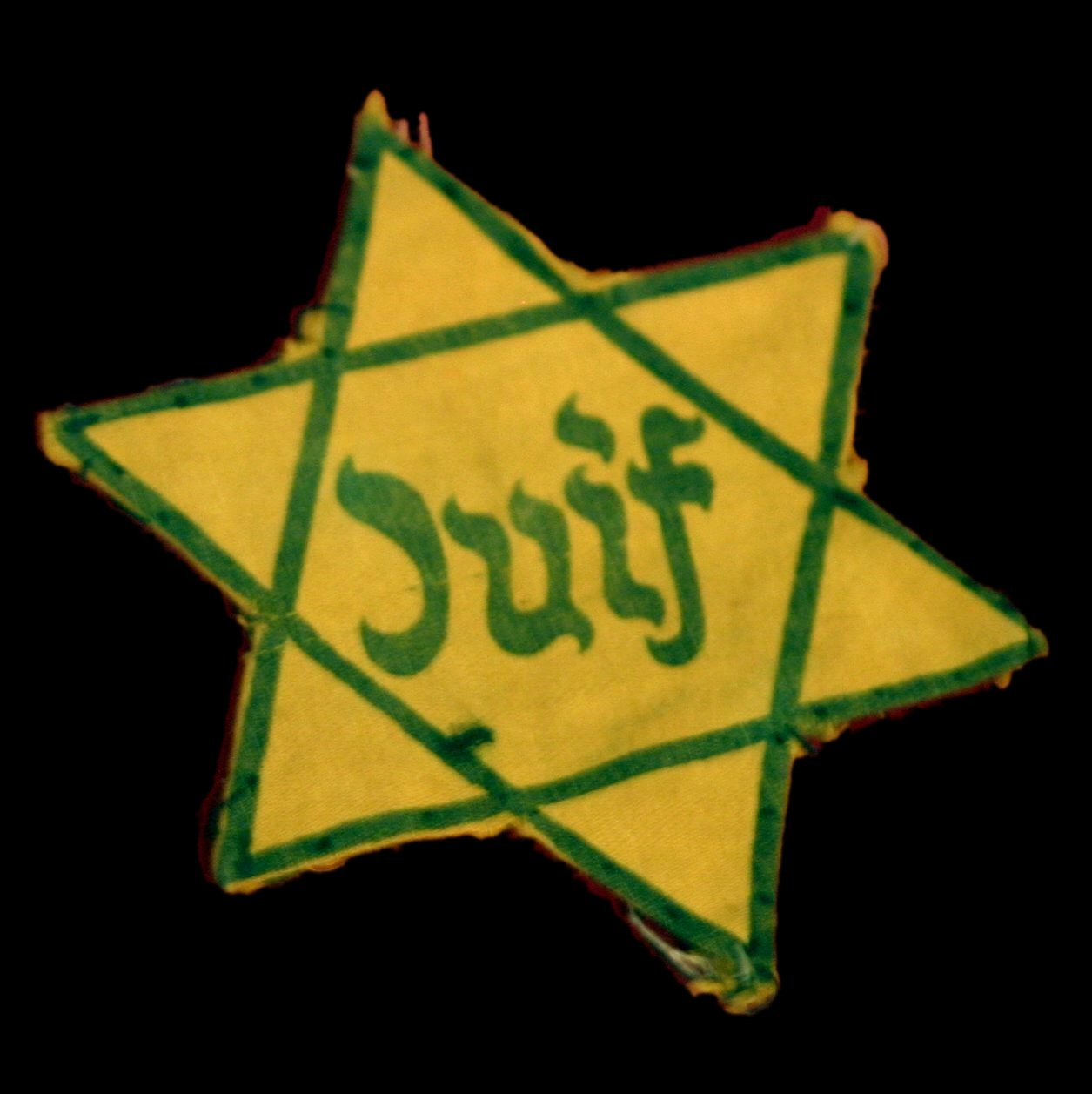

Dans la nuit du 8 au 9 octobre 1942, 422 Juifs - pour la plupart réfugiés - furent raflés et furent détenus dans la Salle philharmonique d'Angoulême (actuellement le Conservatoire Gabriel Fauré). 85 avaient moins de 15 ans. Certains n’étaient encore que des nourrissons.
Le 15 octobre 1942, sur instructions de la SIPO/SD de Poitiers, 387 juifs sur les 422 arrêtés partirent d'Angoulême pour le camp de Drancy. Ils furent tous déportées vers Auschwitz. Parmi eux, il n'y eut de 8 survivants.
Les arrestations de Juifs s'étendirent : 12 à Montemboeuf, 4 à Ligné, 36 à Cognac...

### Libération de la ville par les FFI

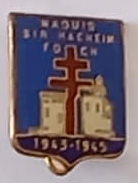

Le 19 mars 1944 un bombardement allié fait d'importants dégâts et une victime à la Poudrerie nationale. Le 15 juin et le 14 août 1944, la gare est la cible des forteresses volantes américaines qui déversent un tapis de bombes faisant peu de dégâts à l'ennemi mais causant la mort de 242 civils, détruisant 400 maisons et faisant 5 000 sinistrés, dans les quartiers de l'Éperon, l'Houmeau, la Madeleine et la Grand-Font. À la fin du mois d'août 1944 la colonne Elster qui réunit des débris de différentes unités allemandes et la Légion indienne des volontaires de la Waffen-SS traverse la ville sans incident notable en se repliant.
Différentes unités des FFI du département et des renforts venus de Dordogne commencent alors l'encerclement de la ville. Le soir du 31 août l'attaque est lancée, mettant en fuite les restes de la garnison allemande. Celle-ci n'a heureusement pas eu la possibilité d'organiser la défense de la ville en utilisant les nombreux et redoutables ouvrages fortifiés érigés dans ce but. Dans la nuit du 31 août au 1er septembre la ville est libérée, un comité de Libération et un nouveau préfet sont installés. Cette attaque fait cependant 51 victimes dans les rangs des différentes unités engagées : maquis de Bir Hacheim, Groupe Soleil, SSS (Section spéciale de sabotage), etc.

## Les Trente Glorieuses

### Une période de croissance urbaine pour Angoulême
Après la guerre, la ville connaît une grande expansion de ses quartiers périphériques. D’abord la Grand-Font et Bel-Air, à la suite du programme de reconstruction du MRU (Ministère de la Reconstruction et de l'Urbanisme) après les dommages de guerre, le quartier de la gare ayant été bombardé en 1944. Puis, dans les années 1960, ce sont les quartiers de Basseau (ZAC) et la Grande-Garenne, ainsi que la création de la ZUP de Ma Campagne dans les années 1970.
Peu à peu, les industries déménagent dans des zones industrielles plus spacieuses créées dans les communes périphériques, entre 1959 et 1975 :
- Sillac-Rabion (1959) ;
- les Agriers (1964) ;
- ZI no 3 : le Gond-Pontouvre et l'Isle-d'Espagnac (1967) ;
- Nersac (début des années 1970) ;
- la Combe à Saint-Yrieix (1980).

L'urbanisation affecte aussi les communes périphériques, avec les ensembles de Soyaux et Ruelle-sur-Touvre et fait de l'agglomération une des principales cités du sud-ouest.

### De grands travaux d'équipement et de modernisation de la ville
En 1972, la ville signe un contrat « ville-pilote » avec l'État (la DATAR, représentée par Albin Chalandon),, ce qui permet de faire des grands travaux d'aménagement : petite rocade (pont et rue Saint-Antoine, boulevard de Bretagne, tunnel de la Gâtine), pénétrante de Ma Campagne appelée voie de l'Europe, ZUP de Ma Campagne, centre Saint-Martial, parkings souterrains Bouillaud et Saint-Martial, piscines couvertes Montauzier et Ma Campagne, rue piétonne, plan de circulation (mise à sens uniques) et gestion informatisée des feux tricolores (Angoulême fait partie des premières villes de France avec Bordeaux où le système informatisé Gertrude est implanté, appelé Philibert à Angoulême, transports urbains STGA (une dizaine de lignes de bus radiales), aménagement de la place Bouillaud, conservatoire de musique.
La même année, le 4 octobre, un drame marque la ville : le meurtre par arme à feu de cinq personnes aux Nouvelles Galeries, par un déséquilibré, Serge Allafort, qui en blesse cinq autres.
Depuis 1974, se déroule le Salon international de la bande dessinée qui devient en 1996, le Festival international de la bande dessinée d'Angoulême

## Les années de crises
En 1989, défait aux élections municipales, le député-maire PS, Jean-Michel Boucheron laisse un trou de 164 millions de francs dans les finances de la ville et une dette de 1,2 milliard de francs. Ce déficit a obéré les finances de la ville et longtemps servi de justificatif au non-engagement dans la réalisation de certains travaux.
La petite rocade (le quart sud-ouest, c'est-à-dire le boulevard d'Aquitaine, un deuxième pont sur la Charente et le raccordement à la voie de l'Europe) n’est terminée qu'en 1995.
À la suite de la construction d'un complexe aquatique Nautilis à Saint-Yrieix par la Communauté d'agglomération, la commune d'Angoulême a fermé en juin 2001 ses trois piscines (Montauzier, Ma Campagne et la piscine d'été de Bourgines).

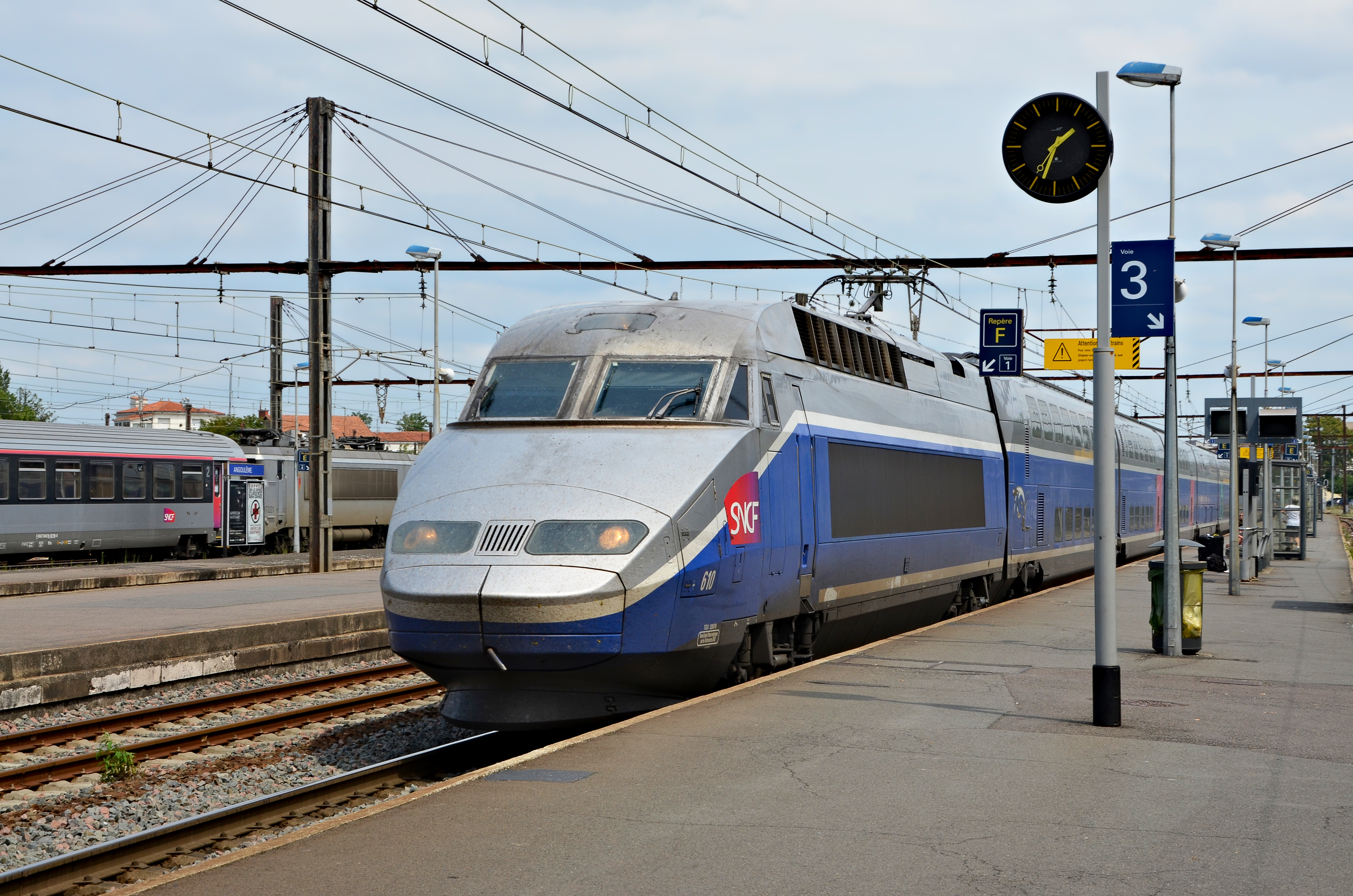
L’arrivée du T.G.V en Gare d'Angoulême.
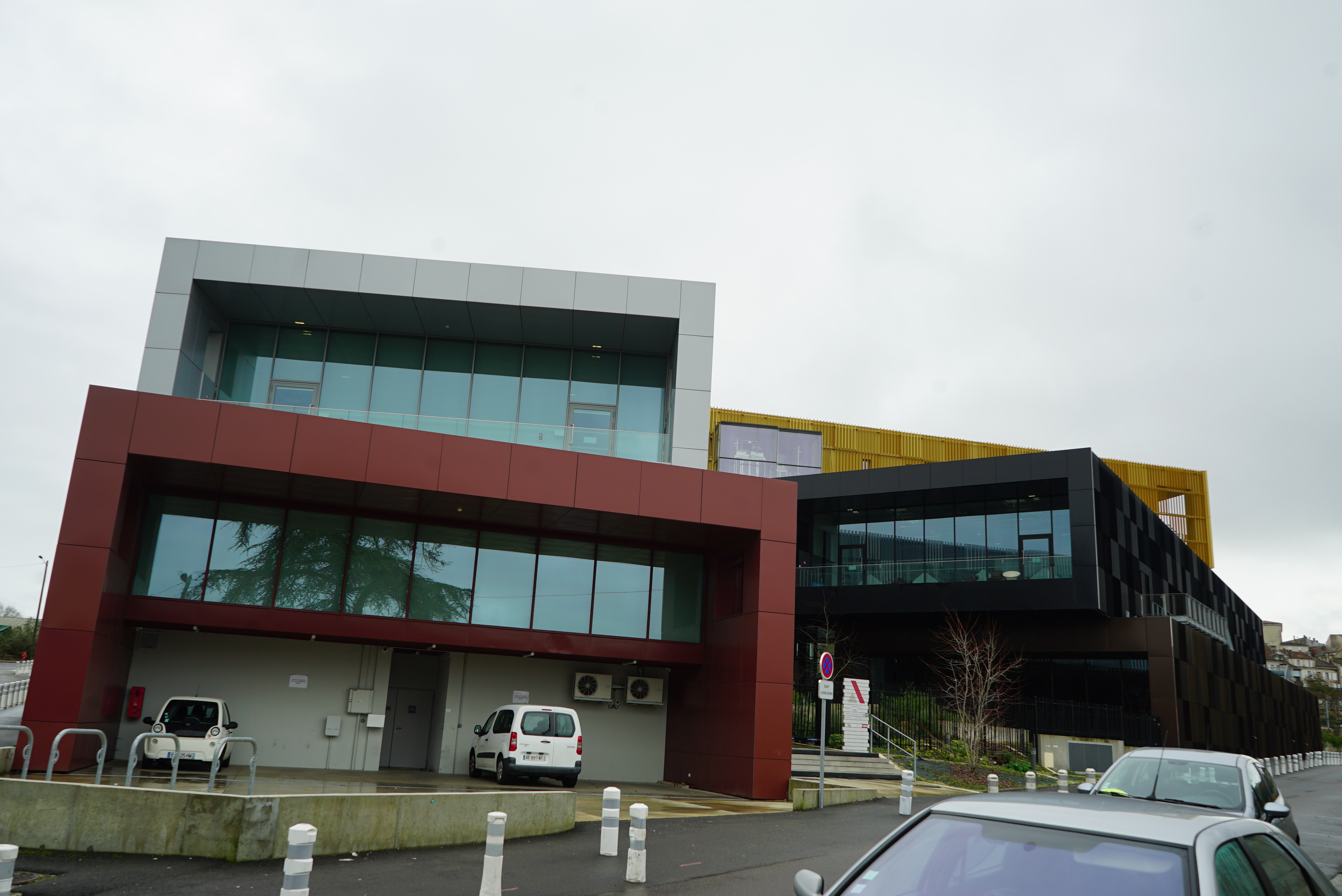
La médiathèque de l'Alpha.